# Ursolsäure
Die Ursolsäure, die auch unter den anderen Trivialnamen Urson, Prunol oder Malol bekannt ist, gehört zur Klasse der Triterpenoide.

## Vorkommen
Ursolsäure kommt als Naturstoff unter anderem in Äpfeln (Malus domestica), Bohnenkraut (Satureja hortensis, Satureja montana), Salbei (Salvia triloba), Thymian (Thymus vulgaris, Thymus serpyllum), Echte Guave (Psidium guajava), Basilikum (Gattung) (Ocimum), Preiselbeeren (Vaccinium vitis-idaea), Eukalyptus (Eucalyptus grandis), Echte Katzenminze (Nepeta cataria), Lavendel (Lavandula latifolia), Rosmarin (Rosmarinus officinalis), Kleine Braunelle (Prunella vulgaris), Oleander (Nerium oleander) und Stechpalmen (Ilex paraguariensis) vor. Diese unvollständige Liste unterstreicht die weite Verbreitung dieses Naturstoffes.

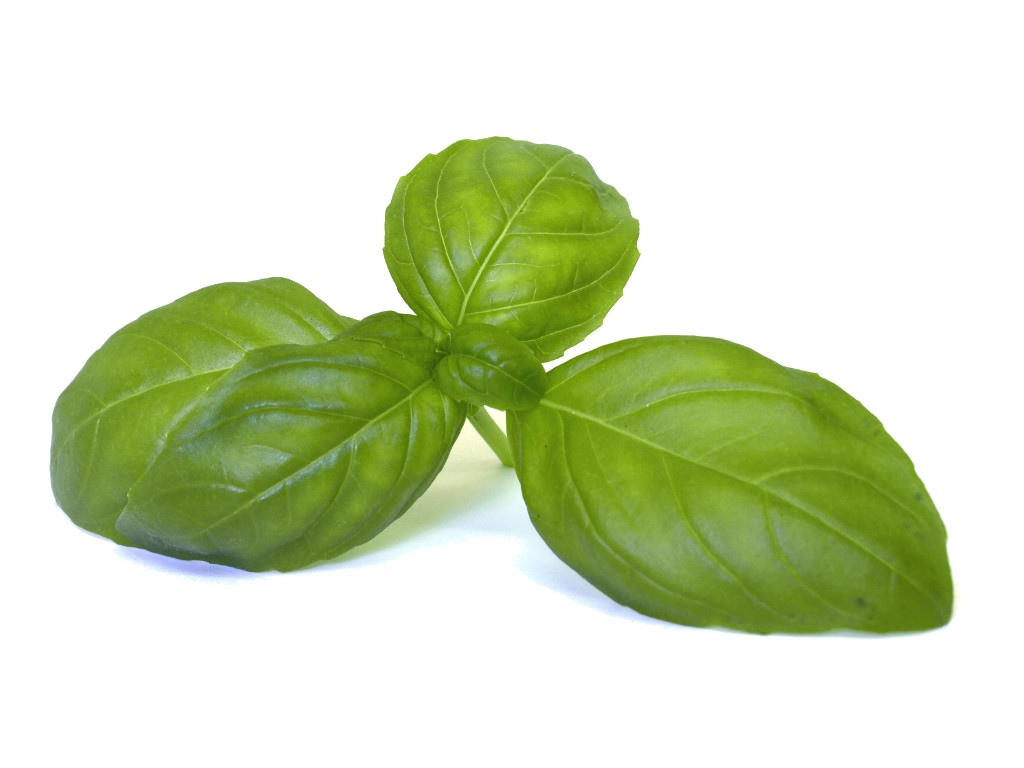
Basilikum
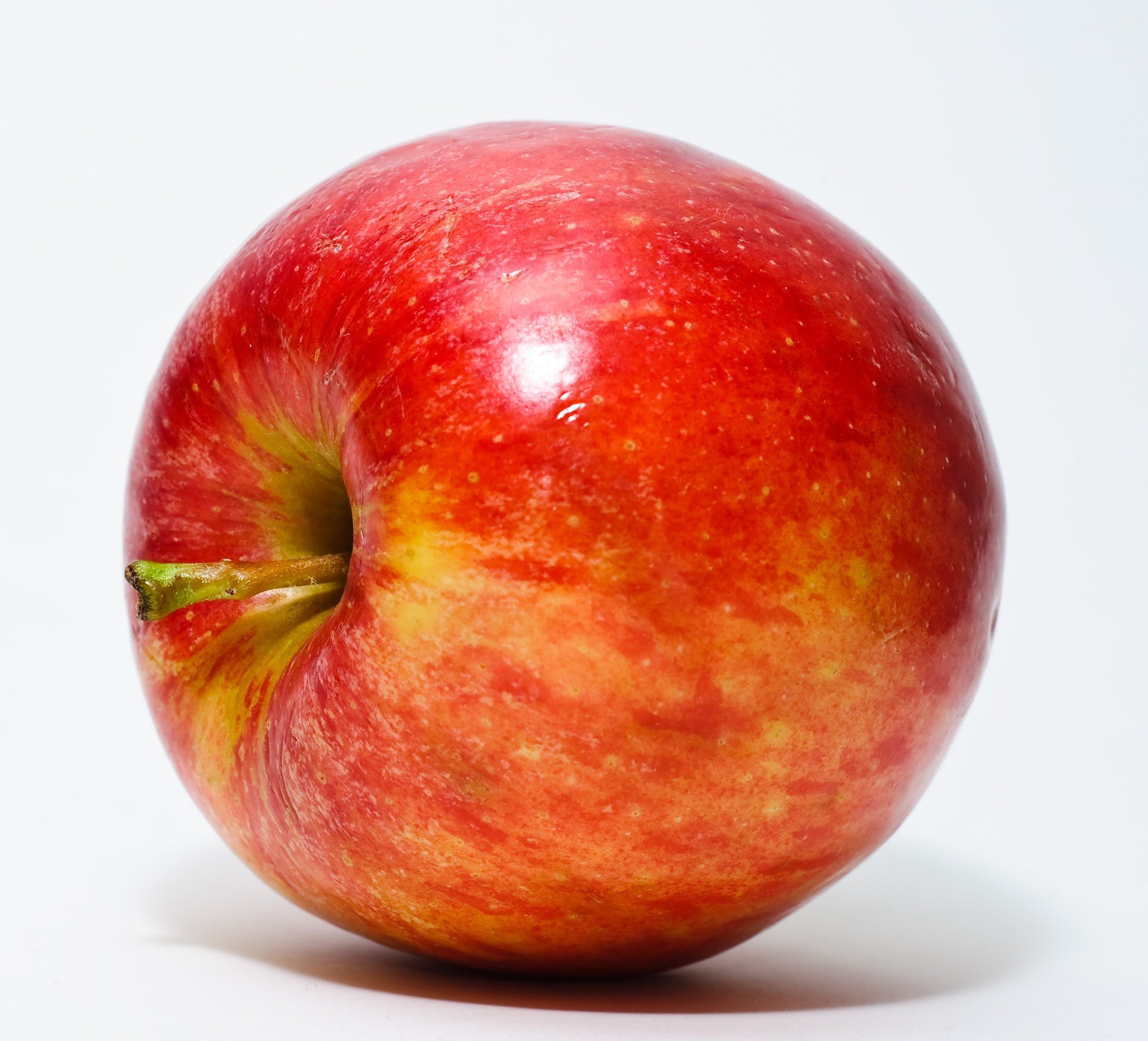
Apfel
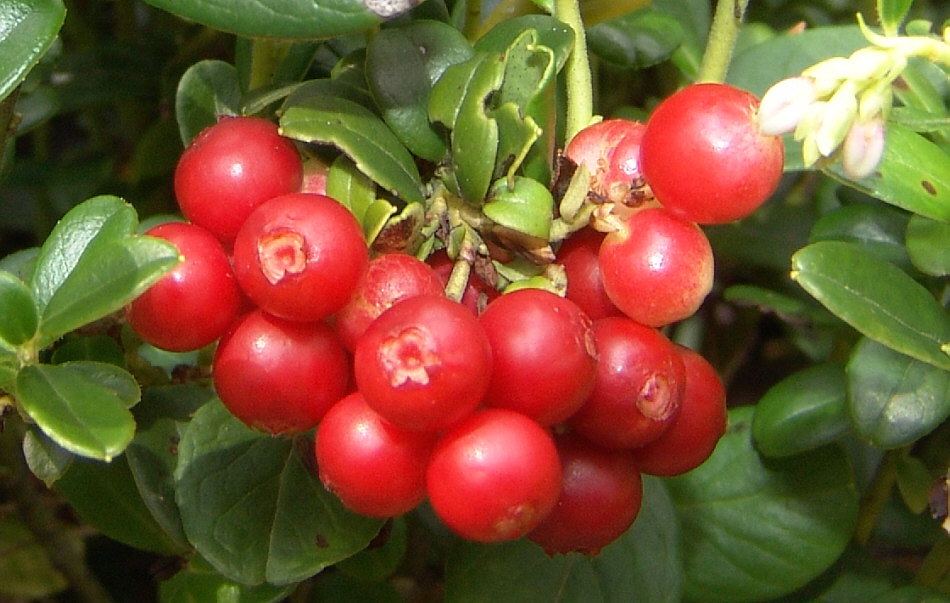
Preiselbeeren
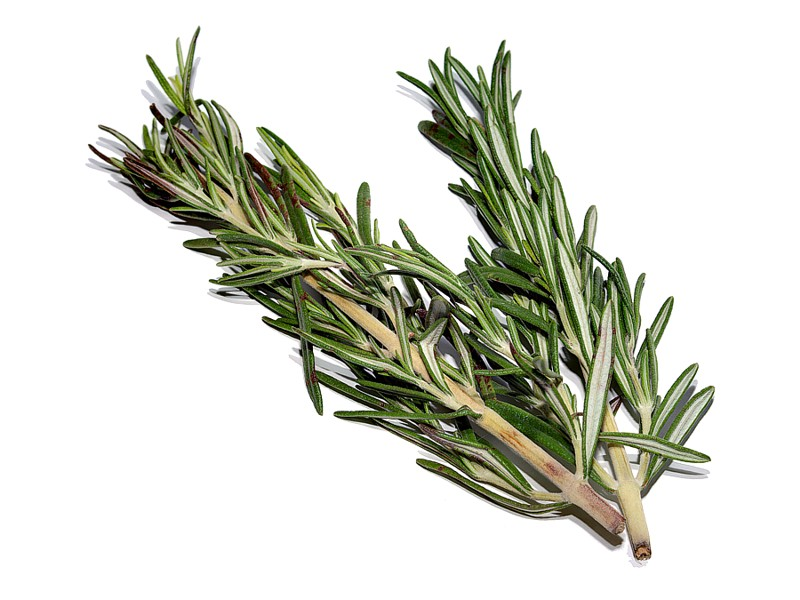
Rosmarin

## Eigenschaften und Aufbau
Die Ursolsäure ist ein pentacyclisches Triterpenoid, das die unter den Sapogeninen charakteristisch verbreitete Picenstruktur aufweist. Sie ist strukturell mit dem α- und β-Amyrin und der Oleanolsäure verwandt.

Picen

Die 1H- und 13C-NMR-Spektren sind in der Literatur beschrieben.

## Biologische Bedeutung
Die pharmakologischen Eigenschaften der Ursolsäure sind lange erkannt und finden weiterhin Interesse in der Forschungsgemeinschaft. Großes Interesse findet ihre Wirkung als Cyclooxygenasehemmer und ihre Zytotoxizität und damit ihre möglicherweise gezielte Anwendung als Entzündungshemmer und Krebsmittel.
Im Modellorganismus Farbmaus bewirkt Ursolsäure eine verringerte Muskelatrophie (Muskelschwund). Die Verbindung greift dabei in die Signalkaskade von Insulin/IGF-1 ein und vermindert die Expression von atrophieassoziierter mRNA in der Skelettmuskulatur. Darüber hinaus konnte in den Versuchstieren eine Verringerung der Glucose-, Cholesterin- und Triglyceridspiegel im Blut gemessen werden.

## Verwendung
Ursolsäure dient als Hilfsmittel in der Lebensmittelindustrie und bei der Herstellung von Kosmetika.